# Грейпфрутовое масло
Грейпфрутовое масло (англ. Oil of Grapefruit) — эфирное масло грейпфрута. Представляет собой зеленовато-жёлтую жидкость с «запахом апельсина с нотами травы и горечи». 
Масло получают методом холодного прессования кожуры плода. Масло содержит приблизительно 86—95 % лимонена и множество монотерпеновых и сесквитерпеновых углеводородов, жирных альдегидов, спиртов и терпеновых сложных эфиров (всё это — в микроколичествах). 
Используется в пищевых ароматических эссенциях для напитков и кондитерских изделий. Руководства по ароматерапии рекомендуют применять эфирное масло грейпфрута в качестве тонизирующего и противодепрессивного средства. Масло не следует наносить на кожу перед выходом на солнце.